# Ольховка (Ленинградская область)
Ольховка (до 1949 года Лапинлахти, фин. Lapinlahti)) — деревня в Петровском сельском поселении Приозерского района Ленинградской области.

## Название
Название Lapinlahti переводится с финского как «Лапландский залив» и относится к одним из древнейших на Карельском перешейке.
В начале 1948 года на общем собрании переселенцев деревню Лапинлахти постановили переименовать в Ольховку. Переименование было закреплено указом Президиума ВС РСФСР от 13 января 1949 года.

## История
- Деревня Лапинлахти на финской карте 1923 года

До 1940 года деревня Лапинлахти входила в состав волости Саккола Выборгской губернии Финляндской республики.
С 1 мая 1940 года в составе Петяярвского сельсовета Раутовского района Ленинградской области.
С 1 июля 1941 года по 30 июня 1944 года финская оккупация.
С 1 октября 1948 года в составе Петровского сельсовета Сосновского района.
С 1 января 1949 года учитывается, как деревня Ольховка.
С 1 июля 1960 года — в составе Петровского сельсовета Приозерского района.
С 1 ноября 1963 года — в составе Выборгского района.
С 1 января 1965 года — вновь в составе Приозерского района. В 1965 году деревня насчитывала 201 жителя.
По данным 1966, 1973 и 1990 годов деревня Ольховка входила в состав Петровского сельсовета.
В 1997 году в деревне Ольховка Петровской волости проживал 41 человек, в 2002 году — 45 человек (русские — 93 %).
В 2007 году в деревне Ольховка Петровского СП проживали 39 человек, в 2010 году — 64 человека.

## География
Деревня расположена в юго-восточной части района на автодороге 41К-757 (Петровское — Ольховка).
Расстояние до административного центра поселения — 8 км.
Расстояние до ближайшей железнодорожной платформы Лосево — 4 км.
Деревня находится на южном берегу Суходольского озера.

## Демография
| 2007 | 2010 | 2017 |
| ---- | ---- | ---- |
| 87   | ↗115 | ↘90  |

## Достопримечательности
Комплекс археологических памятников железного века и эпохи Средневековья, включающий: поселения, грунтовые могильники, каменные насыпи и скопление камней-чашечников. Частично повреждён строительными работами, хотя имеет статус объекта культурного наследия.

## Улицы
Береговая, Зелёная, Карьерная, хутор Ларионова, Озёрная, Сосновая, Суходольская, Центральная.

## Садоводства
Водний Мир, Зареченское, Каменный Мыс, Лесистое, Ольховка, Суванто